# Fabryka Adama Ossera

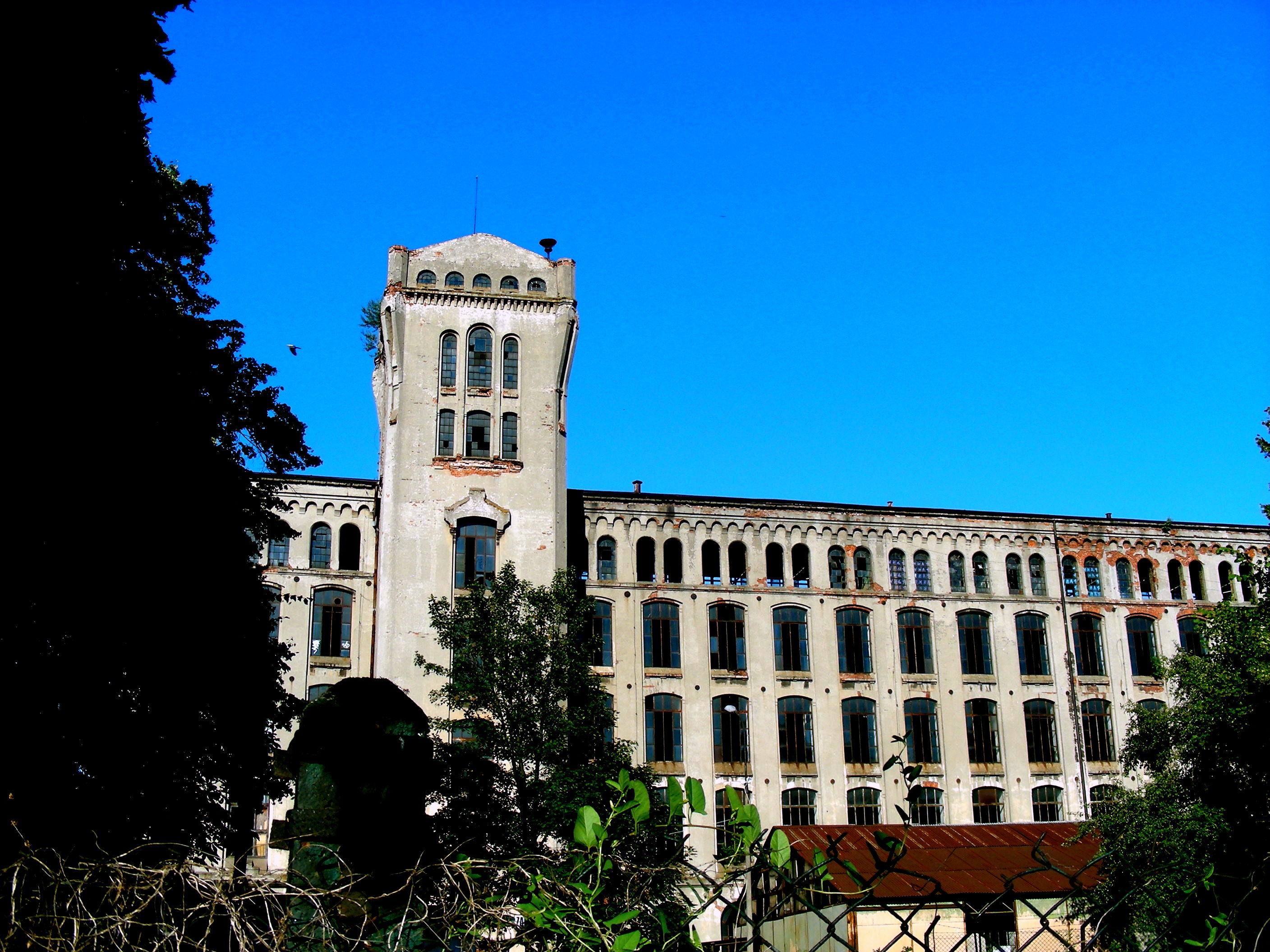
Fabryka Ossera

Fabryka Adama Ossera – zabytkowy budynek położony przy ul. Jana Kilińskiego 222 w Łodzi.

## Historia
Zakład został wzniesiony w 1903 roku dla Majera Feinkinda, Alberta Jarocińskiego (fabrykanta) i Adama Ossera (fabrykanta, honorowego radnego magistratu oraz konsula honorowego Królestwa Włoch). Przedsiębiorstwo zatrudniało 364 pracowników – po wycofaniu się wspólników kierował nim Adam Osser. W czasie II wojny światowej Niemcy zdemontowali maszyny włókiennicze i zaczęli produkcję części do samolotów i samochodów. Po zakończeniu wojny utrzymano ten profil produkcji, a fabryka otrzymała nazwę Fabryki Osprzętu Samochodowego „Polmo”.

## Architektura
Budynek przędzalni, stylizowany na budowlę obronną (połączenie neogotyku z secesją), stanowi jeden z przykładów przedwojennej architektury przemysłowej na terenie Łodzi.
Przed budynkiem głównym, na narożniku obecnych ulic J. Kilińskiego i S. Przybyszewskiego (formalny obecny adres: J. Kilińskiego 220), powstał – według projektu Szai Marguliesa – budynek kantoru (biura dyrekcji) fabryki. Był to najmłodszy budynek kompleksu. Od około 1923 roku mieścił się tu również konsulat honorowy Królestwa Włoch. Od upadku fabryki około połowy lat 90. XX. popadał w coraz większą ruinę. W 1998 r. został podpalony przez nieznanych sprawców i niedługo potem wyburzony.
Budynek wpisany jest do rejestru zabytków pod numerem A/70 z 19 grudnia 2008.